# Piazza Sordello

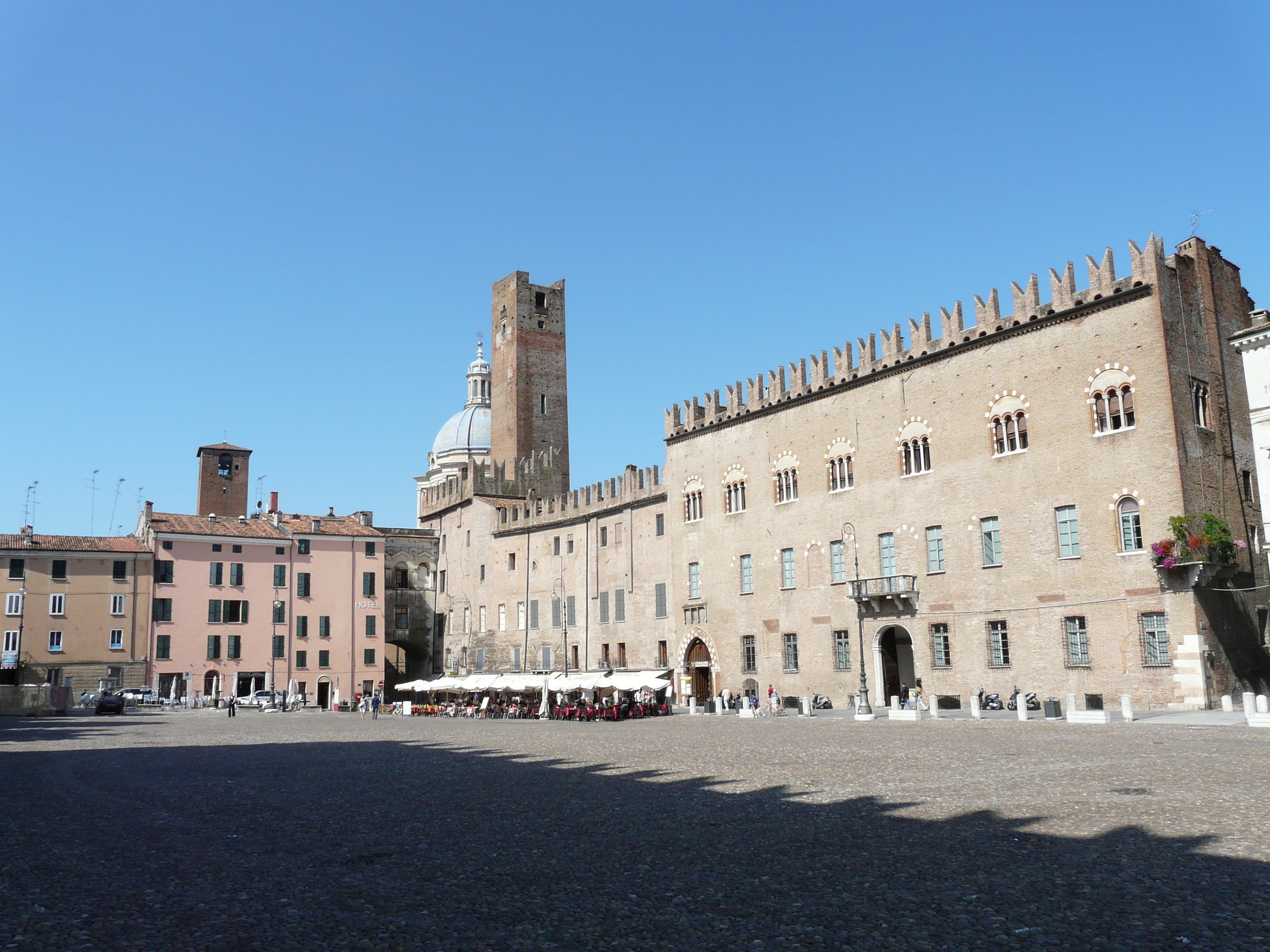
Piazza Sordello

Die Piazza Sordello ist ein großer Platz in Mantua, der dem mantuanischen Dichter Sordello da Goito aus dem 13. Jahrhundert gewidmet ist.

## Geschichte und Beschreibung
Die Piazza di San Pietro, so ihr erster Name, wurde im Jahr 1330 nach dem Abriss alter Häuser errichtet, die zwischen zwei parallelen Straßen standen, die noch dem antiken Stadtplan der römischen Stadt folgten. Die eine Straße, die Strada Magna, verband das Gewölbe von Sankt Peter mit der Kathedrale, während die andere Straße, die Strata Sanctae Mariae Matris Domini, die Kirche, die ihr den Namen gab, mit der Kirche Santa Croce verband, die später in den Palazzo Ducale integriert wurde. Sie überragte die rechte Seite der Vorhalle des Doms. Seit Jahrhunderten ist die Piazza das Zentrum des politischen, sozialen und religiösen Lebens von Mantua.
Die vorherrschende Architektur des Platzes geht hauptsächlich auf das Spätmittelalter zurück, mit Ergänzungen aus dem 1700 wie der Fassade des Doms und dem Palazzo Vescovile, der sich neben dem Dom selbst befindet. An der Seite des Doms verrät der massive Glockenturm Architektur seinen mittelalterlichen Ursprung. Auf der linken Seite des Platzes, mit Blick auf die Fassade des Doms, stehen nacheinander der Palazzo Acerbi, der vom Torre della Gabbia überragt wird, der Palazzo Bonacolsi (Castiglioni), beide mit rundbogigen dreiflügeligen Fenstern geschmückt und mit zwei Portalen versehen, einem Rundbogen- und einem Renaissance-Portal, die Ca’ degli Uberti und der Palazzo Vescovile, auch bekannt als Palazzo Bianchi.
Auf der anderen Seite des Platzes befindet sich der Palazzo del Capitano, der aus der Zeit vor 1328 stammt, dem Jahr des Aufstiegs der Gonzaga-Familie zur Macht, was ihn zum ersten und ältesten Kern des Palazzo Ducale machte. Neben diesem majestätischen, zinnenbewehrten Gebäude wurde die Domus Magna errichtet, die, wie das vorherige Gebäude, durch Biforen aus dem 15. Jahrhundert gekennzeichnet ist. Im Jahr 1901 wurde die Exedra, die den Platz an der Nordseite abschloss, abgerissen. Der Grund für den Abriss war die Notwendigkeit, den Transport von Fuhrwerken zu erleichtern. Die Idee der Exedra stammte von Herzog Guglielmo Gonzaga, der den Entwurf Bernardino Facciotto anvertraute, der auch den monumentalen Torbogen für den Zugang zum Prato di Castello, dem heutigen Piazza Castello, in das Projekt einbezog.
Im Dezember 2006 wurden in der südöstlichen Ecke der Piazza Sordello die Überreste eines mosaikverzierten Fußbodens eines römischen Domus aus der Römerzeit gefunden. Derzeit ist die archäologische Stätte, die auf neue Ausgrabungen wartet, in einem Bauwerk eingeschlossen, sodass eine öffentliche Besichtigung erlaubt ist. Diese zufällige archäologische Entdeckung könnte zu einer Revision der Geschichte von Mantua führen, in der die römische Epoche immer als nebensächlich angesehen wurde, aber in jedem Fall bestätigt sie, dass der Platz schon immer das Zentrum der Gemeinde Mantua war.

## Bilder

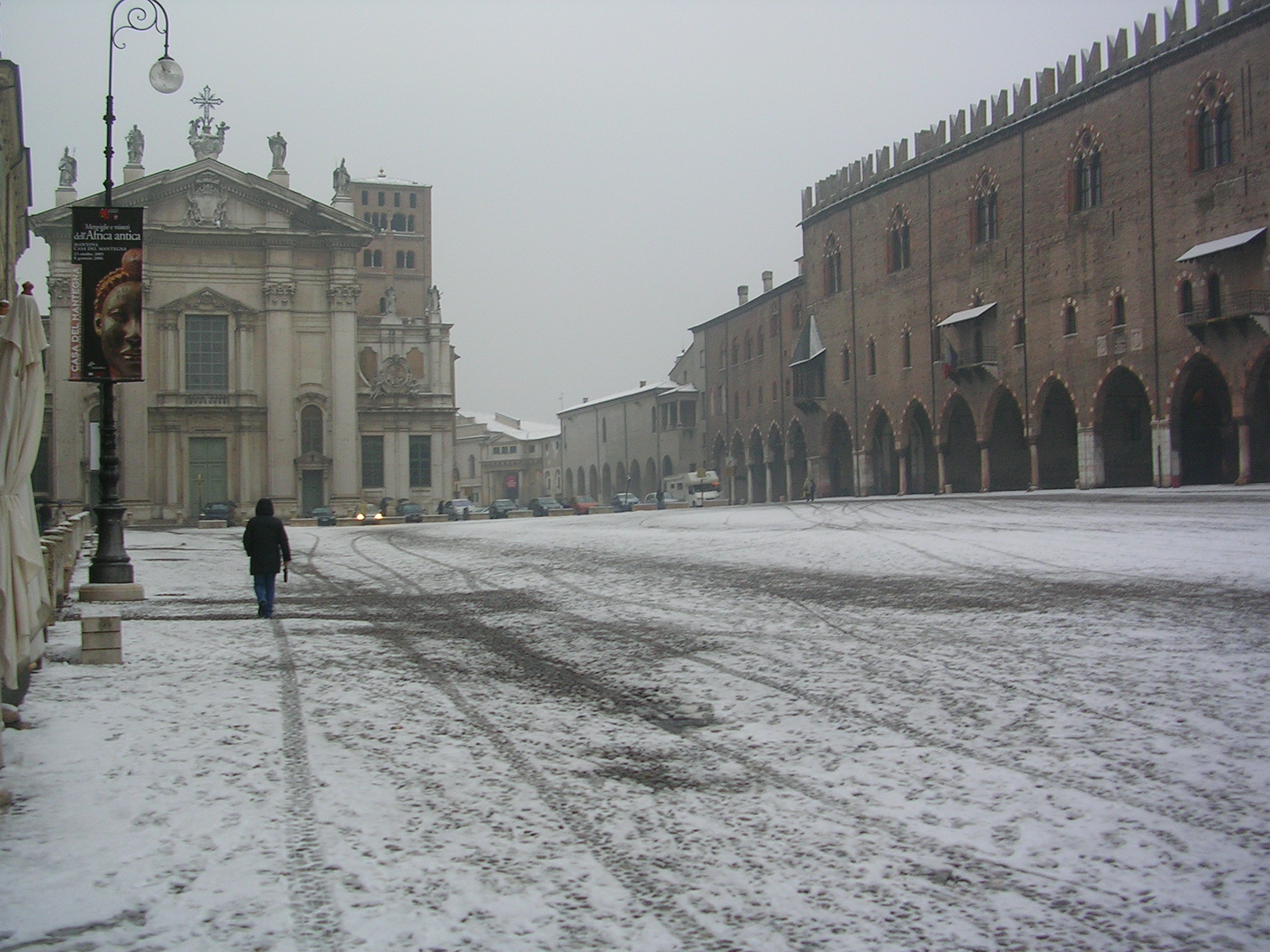
Piazza Sordello, Dom und Palazzo Ducale unter dem Schnee
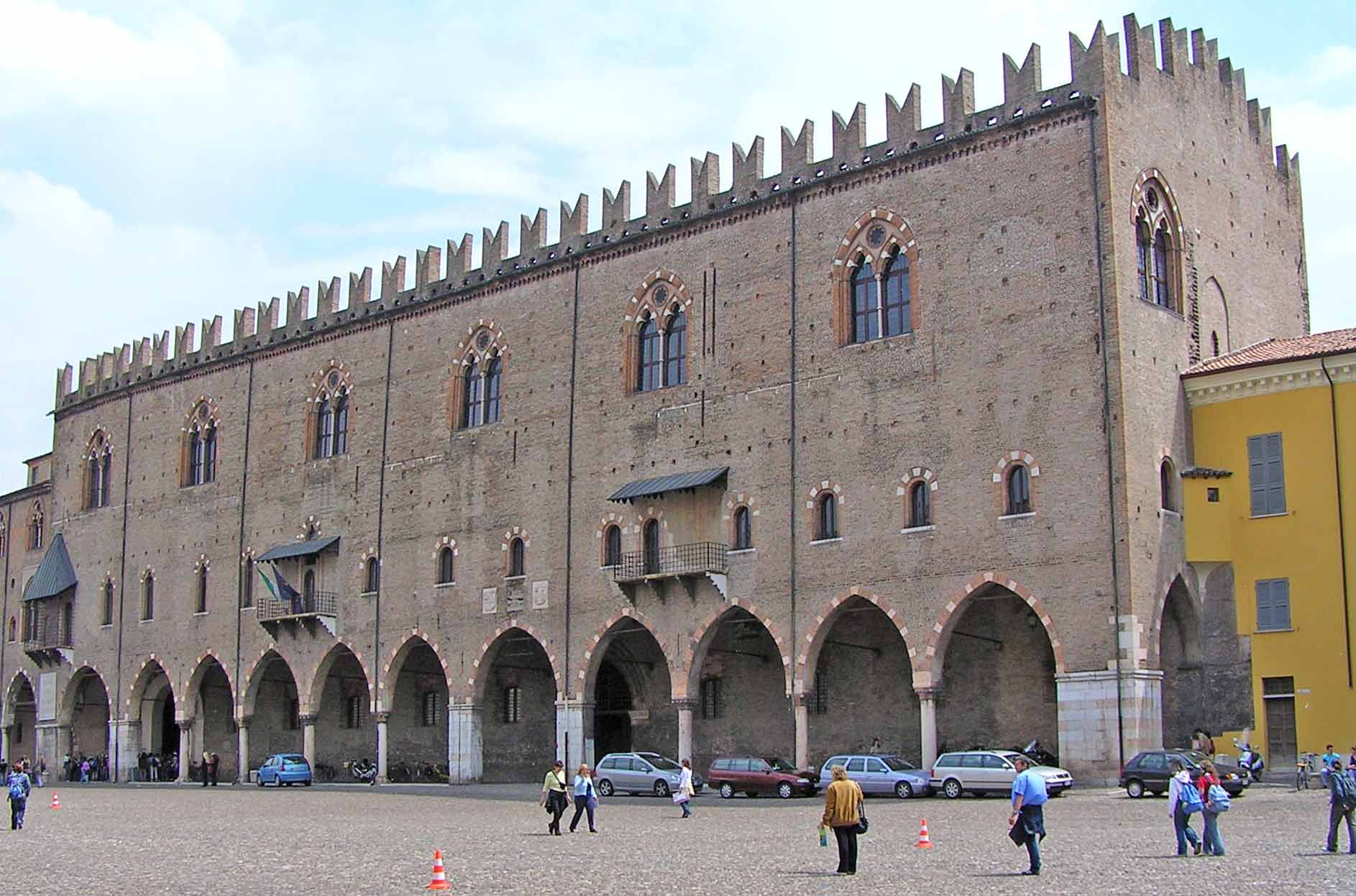
Palazzo Ducale (Palazzo del Capitano)
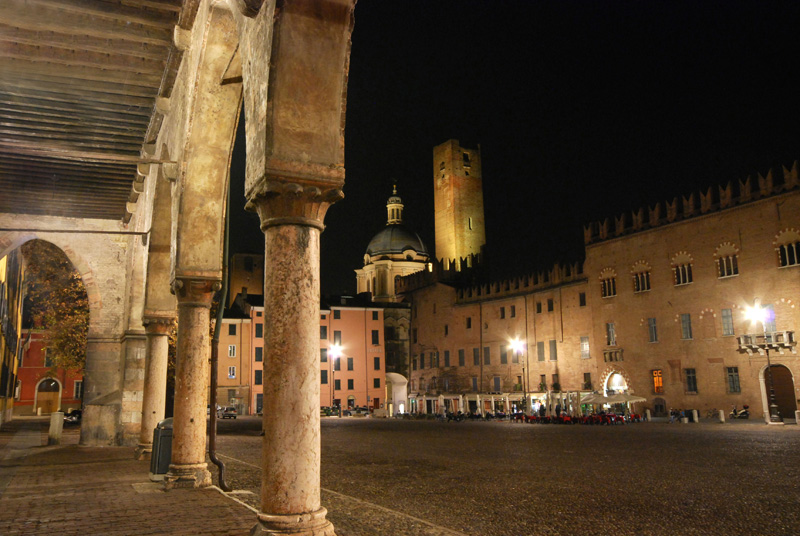
Piazza Sordello bei Nacht
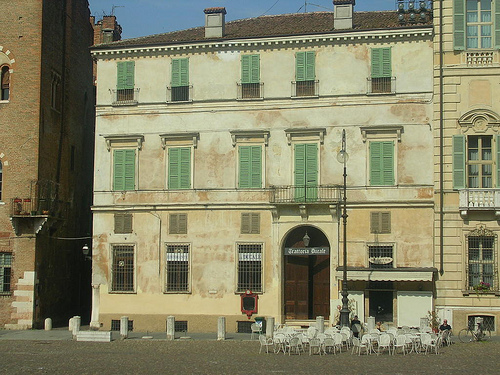
Ca’ degli Uberti
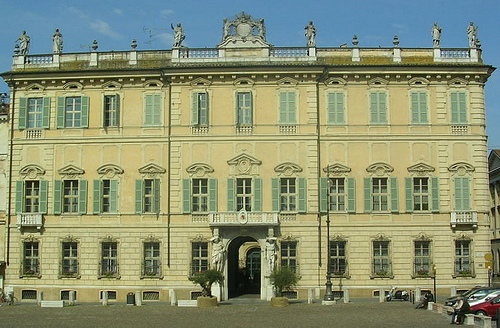
Palazzo Bianchi
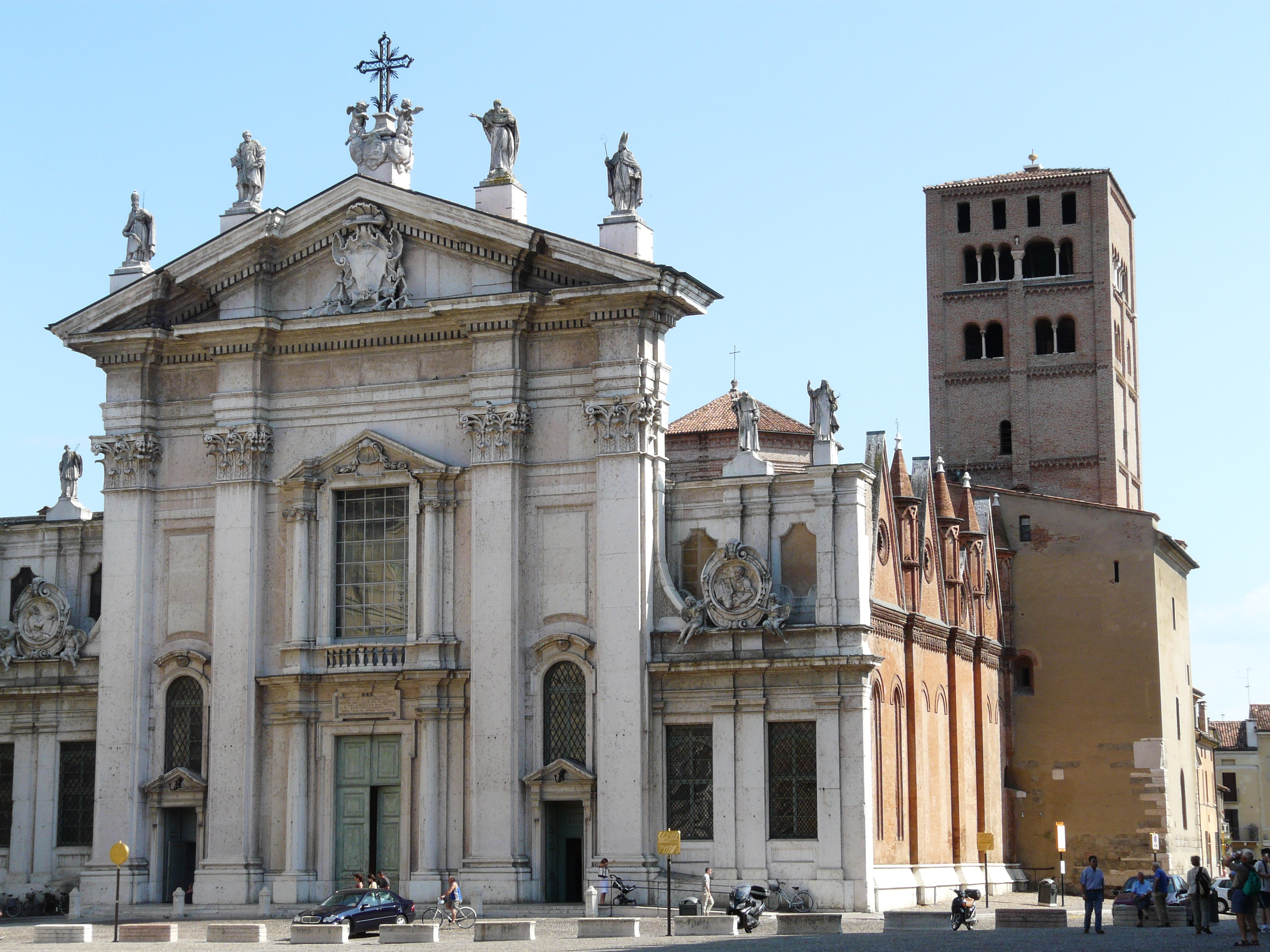
Dom
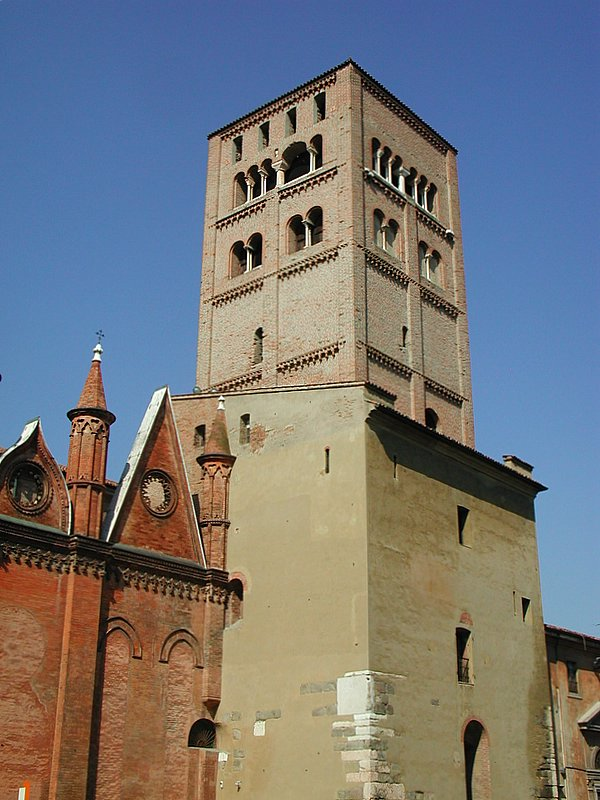
Glockenturm des Doms
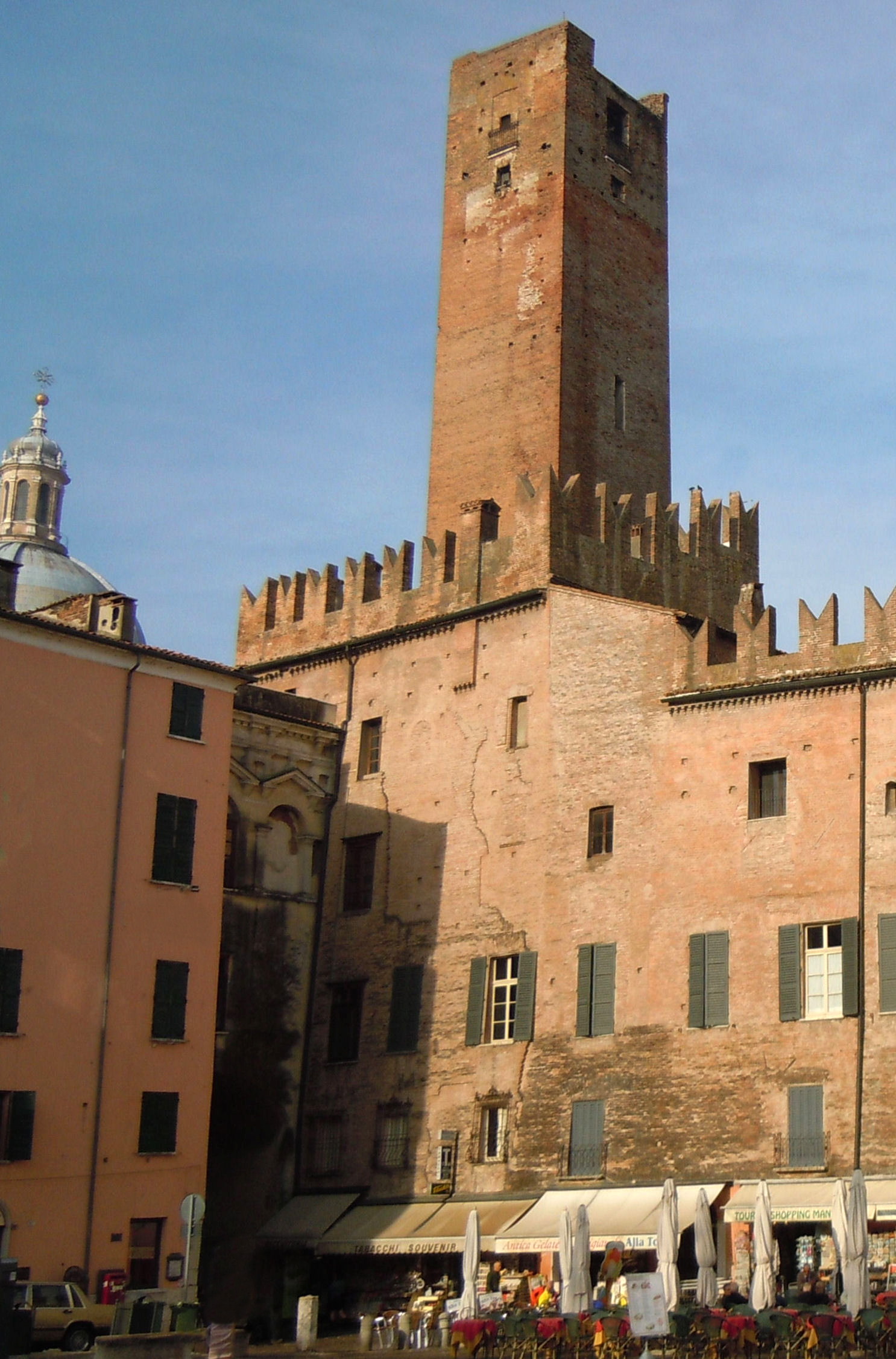
Palazzo Acerbi und Torre della Gabbia

## Einzelnachweise

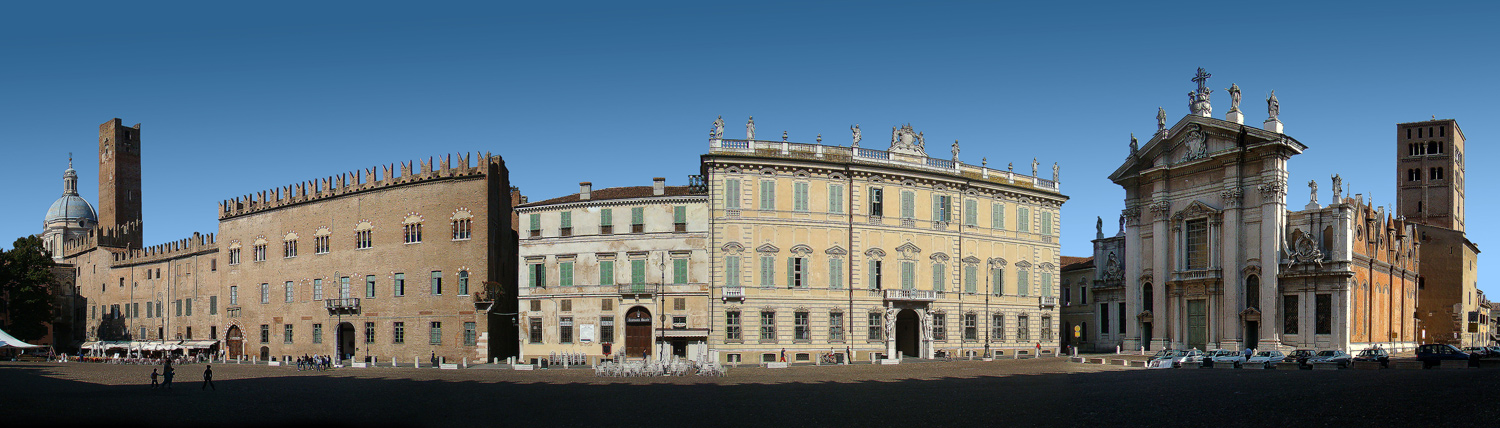
Piazza Sordello